# Avicii Arena
O Globen - oficialmente Avicii Arena - é uma arena multiesportiva localizada na Stockholm Globe City, em Estocolmo, na Suécia. Tem uma altura de 85 m, um diâmetro de 110 m, e uma capacidade máxima para 16.000 pessoas.
Inaugurado no dia 19 de fevereiro de 1989 após dois anos e meio de construção. 
Até a inauguração do Sphere (arena) em 2023, o Globen foi o maior edifício esférico do mundo.
Ele representa o Sol no Sistema Solar Sueco, o maior modelo mundial de escala do Sistema Solar.
Foram realizadas competições de hóquei no gelo, na verdade foi construído para comemorar o campeonato mundial em 1989. Também sediou alguns jogos do Campeonato Europeu de Basquetebol 2003.
Já recebeu vários concertos, entre os artistas que passaram por ele estão Miley Cyrus, Lady Gaga, Oasis, Britney Spears, Kylie Minogue, Shakira, Bob Dylan, Bruce Springsteen, Luciano Pavarotti, Black Sabbath, Guns N' Roses, Linkin Park, Green Day, U2, Christina Aguilera, Westlife e Metallica com sua capacidade para 16.000.
Além disso, em 1989 e 2002-2012 foi o palco para a final do Melodifestivalen. Hospedou também os prémios MTV Europe Music Awards de 2000 e as edições de 2000 e 2016 do Festival Eurovisão da Canção.

## História
Em 19 de fevereiro de 1989 a arena foi inaugurada, após menos de três anos de construção. Seu primeiro grande evento foi o Melodifestivalen do mesmo ano.
Em 2009, os direitos de nome da Globe Arena foram oficialmente adquiridos pela empresa de telecomunicações sueca Ericsson, passando a ser nomeada Ericsson Globe.
Em 2021, foi anunciado que a arena seria renomeada Avicii Arena, em homenagem ao DJ sueco Avicii, que faleceu em 2018. Para celebrar a mudança de nome, a Royal Stockholm Philharmonic Orchestra gravou uma apresentação da canção "For a Better Day", de Avicii, com vocais da cantora sueca de 14 anos Ella Tiritiello.

## Lista de eventos
| Artista             | Abertura                    | Data                    | Turnê                              |
| ------------------- | --------------------------- | ----------------------- | ---------------------------------- |
| 5 Seconds of Summer | Hey Violet                  | 13 de maio de 2015      | Rock Out with Your Socks Out Tour  |
| Ariana Grande       | Rixton                      | 21 de maio de 2015      | The Honeymoon Tour                 |
| Ariana Grande       | Ella Mai Social House       | 7 de outubro de 2019    | Sweetener World Tour               |
| Avicii              | —                           | 2 de março de 2012      | House for Hunger                   |
| Avril Lavigne       | Simple Plan                 | 22 de junho de 2005     | The Bonez Tour                     |
| Backstreet Boys     | N-Tyce                      | 30 de março de 1998     | Backstreet's Back Tour             |
| Backstreet Boys     | N-Tyce                      | 31 de março de 1998     | Backstreet's Back Tour             |
| Backstreet Boys     | Caramell                    | 6 de agosto de 1999     | Into the Millennium Tour           |
| Backstreet Boys     | Caramell                    | 7 de agosto de 1999     | Into the Millennium Tour           |
| Backstreet Boys     | —                           | 28 de setembro de 2005  | Never Gone Tour                    |
| Backstreet Boys     | KnowleDJ                    | 2 de junho de 2019      | DNA World Tour                     |
| Beyoncé             | Lemar                       | 9 de maio de 2007       | The Beyoncé Experience             |
| Beyoncé             | —                           | 13 de maio de 2009      | I Am... Tour                       |
| Beyoncé             | Luke James                  | 29 de maio de 2013      | The Mrs. Carter Show World Tour    |
| Britney Spears      | —                           | 9 de novembro de 2000   | Oops!... I Did It Again World Tour |
| Britney Spears      | —                           | 11 de maio de 2004      | The Onyx Hotel Tour                |
| Britney Spears      | Havana Brown                | 13 de julho de 2009     | The Circus Starring Britney Spears |
| Britney Spears      | Havana Brown                | 14 de julho de 2009     | The Circus Starring Britney Spears |
| Britney Spears      | Joe Jonas Destinee & Paris  | 16 de outubro de 2011   | Femme Fatale Tour                  |
| Céline Dion         | —                           | 25 de novembro de 1995  | D'eux Tour                         |
| Céline Dion         | The Corrs                   | 25 de outubro de 1996   | Falling into You: Around the World |
| Céline Dion         | Calaisa                     | 7 de junho de 2008      | Taking Chances World Tour          |
| Harry Styles        | Mabel                       | 18 de março de 2018     | Harry Styles: Live on Tour         |
| Janet Jackson       | MN8                         | 11 de março de 1995     | janet. World Tour                  |
| Janet Jackson       | Another Level               | 16 de maio de 1998      | The Velvet Rope Tour               |
| Justin Bieber       | The Foo Conspiracy          | 22 de abril de 2013     | Believe Tour                       |
| Justin Bieber       | The Foo Conspiracy          | 23 de abril de 2013     | Believe Tour                       |
| Justin Bieber       | The Foo Conspiracy          | 24 de abril de 2013     | Believe Tour                       |
| Justin Timberlake   | Natasha Bedingfield         | 19 de junho de 2007     | FutureSex/LoveShow                 |
| Katy Perry          | Charli XCX                  | 22 de março de 2015     | The Prismatic World Tour           |
| Katy Perry          | Tove Styrke                 | 10 de junho de 2018     | Witness: The Tour                  |
| Kylie Minogue       | —                           | 11 de junho de 2008     | KylieX2008                         |
| Kylie Minogue       | —                           | 25 de junho de 2025     | Tension Tour                       |
| Lady Gaga           | Semi Precious Weapons       | 7 de maio de 2010       | The Monster Ball Tour              |
| Lady Gaga           | Semi Precious Weapons       | 8 de maio de 2010       | The Monster Ball Tour              |
| Lady Gaga           | The Darkness Lady Starlight | 30 de agosto de 2012    | The Born This Way Ball             |
| Lady Gaga           | The Darkness Lady Starlight | 31 de agosto de 2012    | The Born This Way Ball             |
| Lady Gaga           | Lady Starlight Breedlove    | 30 de setembro de 2014  | artRAVE: The ARTPOP Ball           |
| Maluma              | —                           | 22 de fevereiro de 2020 | 11:11 World Tour                   |
| Mariah Carey        | —                           | 5 de outubro de 2003    | Charmbracelet World Tour           |
| Mariah Carey        | —                           | 2 de abril de 2016      | The Sweet Sweet Fantasy Tour       |
| Michael Bublé       | Naturally 7                 | 18 de abril de 2012     | Crazy Love Tour                    |
| Michael Bublé       | Naturally 7                 | 23 de fevereiro de 2014 | To Be Loved World Tour             |
| Michael Bublé       | —                           | 23 de outubro de 2019   | An Evening with Michael Bublé      |
| Miley Cyrus         | Sky Ferreira                | 30 de maio de 2014      | Bangerz Tour                       |
| Rihanna             | Calvin Harris               | 1 de novembro de 2011   | Loud Tour                          |
| Rihanna             | GTA                         | 22 de julho de 2013     | Diamonds World Tour                |
| Robbie Williams     | —                           | 15 de maio de 2014      | Swings Both Ways Live              |
| Shakira             | —                           | 10 de abril de 2003     | Tour of the Mongoose               |
| Shakira             | —                           | 12 de março de 2007     | Oral Fixation Tour                 |
| Tina Turner         | —                           | 17 de maio de 1990      | Foreign Affair: The Farewell Tour  |
| Tina Turner         | —                           | 18 de maio de 1990      | Foreign Affair: The Farewell Tour  |
| Tina Turner         | —                           | 19 de maio de 1990      | Foreign Affair: The Farewell Tour  |
| Tina Turner         | —                           | 6 de junho de 1996      | Wildest Dreams Tour                |
| Tina Turner         | —                           | 7 de junho de 1996      | Wildest Dreams Tour                |
| Tina Turner         | —                           | 8 de junho de 1996      | Wildest Dreams Tour                |
| Tina Turner         | —                           | 19 de abril de 2009     | Tina!: 50th Anniversary Tour       |
| Tina Turner         | —                           | 20 de abril de 2009     | Tina!: 50th Anniversary Tour       |
| U2                  | The Fatima Mansions         | 10 de junho de 1992     | Zoo TV Tour                        |
| U2                  | The Fatima Mansions         | 11 de junho de 1992     | Zoo TV Tour                        |
| U2                  | Stereophonics               | 9 de julho de 2001      | Elevation Tour                     |
| U2                  | Stereophonics               | 10 de julho de 2001     | Elevation Tour                     |
| U2                  | —                           | 16 de setembro de 2015  | Innocence + Experience Tour        |
| U2                  | —                           | 17 de setembro de 2015  | Innocence + Experience Tour        |
| U2                  | —                           | 20 de setembro de 2015  | Innocence + Experience Tour        |
| U2                  | —                           | 21 de setembro de 2015  | Innocence + Experience Tour        |
| Westlife            | —                           | 23 de abril de 2001     | Where Dreams Come True Tour        |
| Westlife            | —                           | 7 de abril de 2002      | World of Our Own Tour              |
| Westlife            | —                           | 29 de maio de 2004      | Turnaround Tour                    |
| Westlife            | —                           | 28 de março de 2005     | The No 1's Tour                    |
| Whitney Houston     | —                           | 16 de outubro de 1993   | The Bodyguard World Tour           |
| Whitney Houston     | —                           | 2 de outubro de 1999    | My Love Is Your Love World Tour    |
| Whitney Houston     | Moto Boy Azaryah Davidson   | 8 de junho de 2010      | Nothing But Love World Tour        |
| Zara Larsson        | Jelassi                     | 21 de novembro de 2021  | Poster Girl Tour                   |